# 寶顯庭
寶顯庭（1865年—1942年），名寶鼎，字顯庭，以字行。回族，陝西西安人。精河南派心意六合拳。

## 生平
寶鼎早年習武，考過武秀才，後拜安大慶學習河南形意拳（心意六合拳），藝成後成為保鏢。清末民初時期從軍，長期任職軍界。民國三年（1914年）於潼川鹽務局創辦積健武術社，免費授拳。1934年因調職甘肅蘭州，積健武術社結束。
1942年到成都辦國術館，籌辦國術館時不幸病逝。
寶的弟子遍及陝西、四川、甘肅，知名者有黎漢章、未崇安、林暄、馬子良等。

## 著作
- 《形意拳譜》1936年北京印刷，非賣品
- 《內功十三段圖說》1927年出版